# Yunclillos
Yunclillos ist ein Ort und eine zentralspanische Gemeinde (municipio) mit 816 Einwohnern (Stand: 2024) in der Provinz Toledo im Norden der Autonomen Gemeinschaft Kastilien-La Mancha. 

## Lage und Klima
Yunclillos liegt etwa 49 km (Fahrtstrecke) südsüdwestlich von Madrid und etwa 18 Kilometer nordnordöstlich von Toledo in der historischen Provinz La Mancha in einer Höhe von ca. 515 m. 
Das Klima im Winter ist rau, im Sommer dagegen trocken und warm; der spärliche Regen (ca. 447 mm/Jahr) fällt überwiegend in den Wintermonaten.

## Bevölkerungsentwicklung
| Jahr      | 1970 | 1981 | 1991 | 2001 | 2011 | 2021 |
| Einwohner | 613  | 548  | 569  | 606  | 845  | 789  |

## Sehenswürdigkeiten
- Andreaskirche (Iglesia de San Andrés Apóstol)
- Rathaus

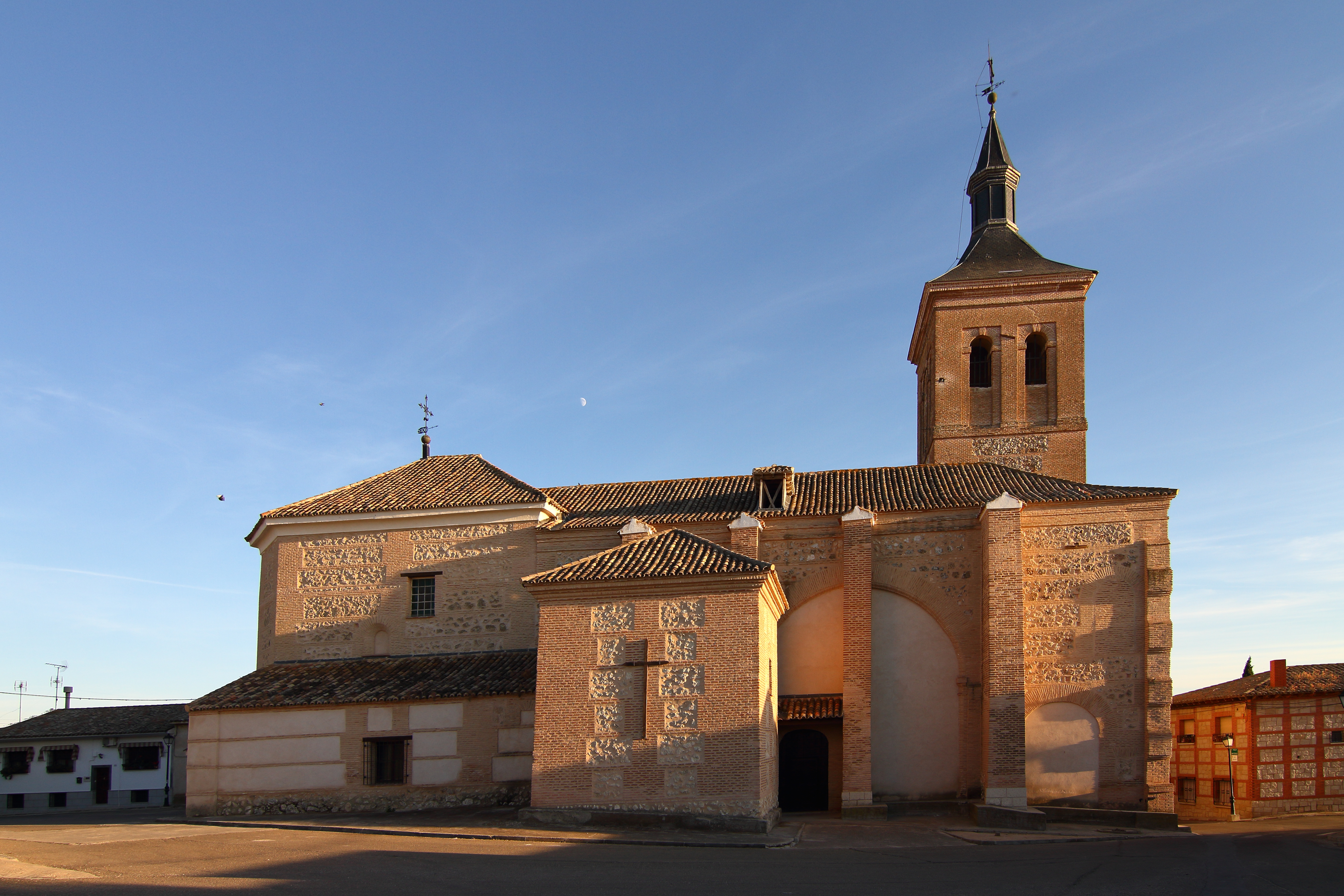
Andreaskirche
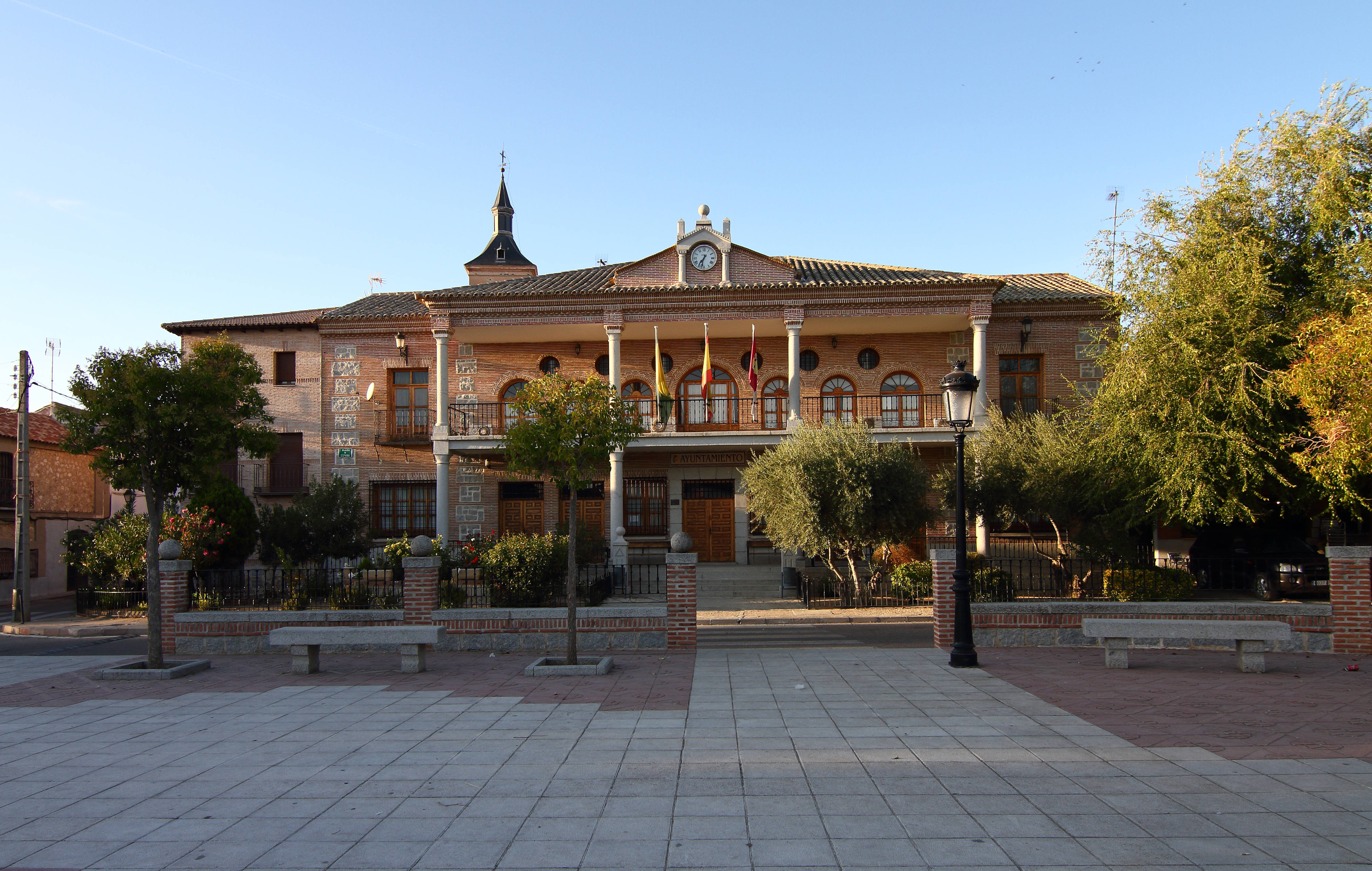
Rathaus